# 乌鞘岭
乌鞘岭（鞘音shāo，同梢，旧时亦作乌梢岭、乌沙岭）位于甘肃省武威市天祝藏族自治县境内。是古丝绸之路上河西走廊通往长安的重要关隘。

## 概要
- 乌鞘岭，属祁连山最北山脊线东部冷龙岭的支脉，南邻马牙雪山，西接古浪山峡，东西长约17km，南北宽约10km。一般海拔3000～3500米。东部高峰-天祝毛毛山海拔3562米，高差500～700米。有简易盘山公路通达山顶，山顶建有电视转播塔。

## 名字由来
藏语里称“哈香日”意为和尚岭，传说岭上曾有“湘子庙”而得名。十六国时，曾名洪池岭。

## 气候植被
- 年平均气温-0.2℃，年平均降水量411毫米。
- 是半干旱区向干旱区过渡的分界线。
- 山地上部多冰缘地貌。坡地平缓，草场宽阔，植被属高山草甸，南坡为重要的高山放牧区。局部阴坡有稀疏针叶林和灌丛分布。

## 分界岭
由于地理位置的特殊性，乌鞘岭成为了中国地理上十分重要的一条分界岭。
- 陇中高原和河西走廊的天然分界；
- 中国东部农业区和西部绿洲灌溉农业区牧区的天然分界，
- 半干旱区向干旱区过渡的分界线。
- 季风区和非季风区的分界线，是东亚季风到达的最西端
- 中国内流河和外流河的分界线
- 黄河（及其支流庄浪河）与石羊河的分水岭

## 交通关隘
- 全长20.05公里的兰新铁路乌鞘岭特长隧道穿山而过。
- 关隘垭口海拔3000米，有312国道、连霍高速公路和乌鞘岭铁路展线（已废弃）从此通过。
- 垭口设有乌鞘岭气象站。

## 旅游开发
- 由于地理位置的重要性，自古以来就是兵家必争之地。山麓尚遗存有汉长城、烽火台、斩龙壕、安门古城等历史遗迹。
- 其中汉长城遗迹历史悠久，可追溯到中国古代的汉朝，被评为甘肃省省级文物保护单位。最近关于乌鞘岭的旅游开发也开始备受关注。